# Allium omeiense
Allium omeiense là một loài thực vật có hoa trong họ Amaryllidaceae. Loài này được Z.Y.Zhu mô tả khoa học đầu tiên năm 1989.